# Bang (журнал)
«Bang» — шведський феміністичний журнал про культуру та суспільство, який мав підзаголовок «Журнал феміністичної культури» (швед. Feministisk Kulturtidskrift). Заснований у 1991 році студентками Стокгольмського університету. Попередніми головними редакторами були Санна Самуельссон та Валері К'юне Бакстрьом. Журнал названо на честь Барбро Альвінга, чиїм підписом було «Bang». Виходило чотири випуски на рік накладом 7 500 примірників. Останній друкований номер вийшов у грудні 2019 року, після чого журнал перейшов лише в онлайн-формат.